# Jess Phillips
Jessica Ross Phillips (nacida Trainor en Birmingham, West Midlands, el 9 de octubre de 1981) es una política británica que ha sido miembro del parlamento (MP) de Birmingham Yardley desde 2015. Miembro del Partido Laborista, ha sido Ministra en la sombra para la Violencia Doméstica y Salvaguardia en el banco frontal de la Oposición de Keir Starmer desde 2020.
Phillips fue nombrada Secretaria Privada Parlamentaria (PPS) de la Secretaría de Educación en la sombra, Lucy Powell, en 2015. Phillips ha criticado abiertamente al exlíder laborista Jeremy Corbyn,quien renunció como miembro del PPS para protestar contra el liderazgo de Corbyn y dijo que "le resultaría extremadamente difícil" continuar como diputada si Corbyn fuera reelegido como líder laborista Respaldó el intento fallido de Owen Smith de reemplazar a Corbyn en las elecciones de liderazgo de 2016. Phillips fue candidato a líder laborista en las elecciones de liderazgo de 2020, pero se retiró al principio de la contienda.

## Primeros años y carrera
Phillips, la menor de cuatro hijos, es hija del maestro Stuart Trainer y de la administradora del NHS Jean Trainer (de soltera Mackay), quien se convirtió en directora ejecutiva adjunta de la Federación del NHS y presidenta de Salud Mental de South Birmingham. Eran políticamente activos: "Crecer con mi papá fue como crecer con Jeremy Corbyn ", le dijo a Rachel Cooke de The Observer en marzo de 2016. Phillips fue a una escuela primaria local, la escuela para niñas King Edward VI Camp Hill, una escuela primaria local. Su objetivo era convertirse en primera ministra.
Phillips estudió en 2000 a 2003 historia económica y social y política social en la Universidad de Leeds.  Marchó en protesta contra la guerra de Irak. Estudió un posgrado en gestión del sector público en la Universidad de Birmingham de 2001 a 2013. 
Phillips trabajó durante un tiempo con sus padres en su empresa, Health Links Event Management Services. A partir del 2010 en adelante, Phillips trabajó siendo gerente de desarrollo comercial, administrando refugios a víctimas de abuso doméstico para la Federación de Ayuda a la Mujer de Inglaterra en Sandwell en West Midlands.
Phillips dejó el Partido Laborista durante el liderazgo de Tony Blair y se reincorporó después de las elecciones generales de 2010. Su experiencia como administradora en Women 's Aid hizo que Phillips fuera completamente pragmática... Aprendí que mis principios no son tan importantes como la vida [de las personas]. Luego fue nombrada defensora de las víctimas en el Ayuntamiento de Birmingham, ejerciendo presión sobre la policía y las organizaciones de justicia penal en nombre de las víctimas. También ha servido en la Policía y el Escuadrón contra el Crimen de  de West Midlands. 

## carrera parlamentaria

### Posiciones y cuestiones partidarias
El 14 de septiembre de 2015, Phillips tuvo un enfrentamiento verbal con la parlamentaria laborista Diane Abbott sobre la composición de género del primer gabinete en la sombra de Jeremy Corbyn. Después de preguntarle a Corbyn por qué no había designado a una mujer para un cargo de gobierno estatal importante, Abbott la acusó de ser "prudente" y dijo que Phillips "no es la única feminista en el PLP [parlamentario laborista]". Corbyn no intervino. Owen Bennett escribió en The Huffington Post que Phillips relató: "Le dije directamente que se fuera a la mierda". Cuando se le preguntó qué hizo Abbott después de hacer esa sugerencia, Phillips respondió: "Se fue al diablo". Según Abbott en una entrevista de The Guardian de enero de 2018: "Jess Phillips nunca me dijo que me fuera a la mierda. Según la entrevista de The Guardian de enero de 2018 de Abbott: "Jesse Phillips nunca me dijo que me fuera a la mierda. Inusualmente, le está diciendo a la gente que ella hizo muchas cosas". Phillips luego se disculpó.
Phillips le dijo a Owen Jones que le había dicho a Corbyn y a su personal en persona: "El día que... nos hagas más daño que ayuda, no te apuñalare por la espalda, yo... Te apuñalare en el frente", si parecía que estaba dañando las posibilidades de los laboristas de ganar las próximas elecciones generales. En contestación a las críticas por su lenguaje, Phillips tuiteó, y publicó en Twitter lo siguiente: "No voy a apuñalar a Jeremy Corbyn más de lo que soy una bocanada de aire fresco o un dolor en el trasero".
Phillips comentó que la "comunidad británica de Pakistán y Bangladesh" "tiene problemas con los roles de las mujeres en la familia y la sociedad" y está introduciendo "esposas" para "sus hijos discapacitados".
Es miembro de Labor Friends of Israel.

#### Cuestiones de género y sexuales
Phillips causó indignación en las redes sociales después de reírse del parlamentario conservador Philip Davies por intentar generar un debate sobre el Día Internacional del Hombre en 2015. Mencionó los problemas de los hombres como el aumento de los suicidios masculinos, la menor esperanza de vida en los hombres, las víctimas masculinas de violencia doméstica, el bajo rendimiento educativo de los niños blancos de clase trabajadora y así cómo la experiencia masculina en la custodia infantil. Phillips se rio explícitamente durante la plática de Davie, y después mencionó: "Tendrás que disculparme por reírme. Como la única mujer en este comité, me parece que todos los días son el Día Internacional del Hombre" Davies argumento afirmando que "si un parlamentario masculino hubiera respondido de ese modo acerca de la necesidad de un debate en el Día Internacional de la Mujer, habría tenido bastante que pagar. Es muy probable que lo eliminen de las cámaras o que le quiten el látigo. Me impresiona que lo encuentres un tema de burla". ]Ambos partidos estuvieron de acuerdo con Davies y se otorgó la autorización para un debate en Westminster Hall sobre el asunto. Ella escribió en The Independent : "Felicito a Philip Davies por cambiar el enfoque del debate para centrarse en el suicidio masculino, pero en sí mismo este día no cumple ninguna función útil".
Phillips expresó en el turno de preguntas  que eventos similares a las agresiones sexuales masivas en Colonia suceden durante todas las semanas en la calle Broad de Birmingham (enero 2016). Insistió en que se deben oponerse a cualquier "cultura patriarcal", pero también el Reino Unido no debe "dormirse en los laureles" en el momento que dos mujeres son asesinadas cada semana. En respuesta a las críticas, le mencionó a Birmingham Mail: "Esto no es algo que los refugiados hayan traído a nuestro país. Si no que esto es algo que ha estado siempre". La periodista Joan Smith juzgó los comentarios de Phillips y solicitó que aceptara que se encontraba equivocada.
Philips en enero de 2016, juzgo la contribución de género de la remodelación del gabinete en la sombra del laborismo.
En marzo de 2021, tras el asesinato de Sarah Everard, Phillips leyó todos los nombres de las mujeres asesinadas donde el año anterior castigo a un hombre. Ella mencionó; "las mujeres asesinadas no son tan raras, las mujeres asesinadas son comunes".
La figura feminista de Philips ha sido acusada de excluir a las comunidades trans. Determinadas organizaciones feministas han expresado su preocupación por al apoyo del trabajo sexual al modelo nórdico.

#### Abuso en línea
En contestación al asesinato de la diputada laborista Jo Cox, en junio de 2016, Phillips declaró "me dan ganas de luchar más". Ella escribió que ambos recibían constantemente abusos y amenazas en línea. Le dijo a The World at One el 2016 de agosto en Radio 4 que se estaba alojando en una "sala de pánico" en el distrito electoral.
Durante una entrevista con Stylist, publicada en octubre de 2019, Phillips mencionó sobre el odio que había experimentado: "El miedo y el odio son cosas que te pueden impulsar. No siempre pienso que el miedo sea algo malo, te puede dar lucha o huida".

### parlamento 2015
En junio de 2013, Phillips fue seleccionada de una preselección de mujeres para competir en Birmingham Yardley, cuando el liberal demócrata John Hemming la representó. En las elecciones generales de 2015, con una desviación del 11,7% de los demócratas liberales, Phillips fue elegido miembro del parlamento (MP), recibiendo 17.129 votos (41,6%) y logrando una mayoría de 6.595 votos (16,0%) sobre su rival más cercano. El primer discurso se refirió a la falta de vivienda y "mejorar la respuesta [del Reino Unido] a las víctimas de violencia doméstica y sexual y todas las formas de abuso". En las elecciones de liderazgo laborista de 2015, Phillips nominó a Yvette Cooper como líder laborista ya Tom Watson como líder adjunto.
En septiembre de 2015, fue nombrada secretaria privada Parlamentaria (PPS) de Lucy Powell, la Secretaria de Estado de Educación.
Phillips renunció como PPS a Lucy Powell, la secretaria de Estado de Educación en la sombra, y a otros miembros del gabinete en la sombra por el liderazgo de Corbyn en junio (2016). Para en julio del mismo año, Phillips amenazó con renunciar al Partido Laborista y sentarse como diputada independiente si Corbyn era reelegido como líder del partido, afirmando que sería "increíblemente difícil" para  continuar sirviendo bajo el liderazgo de Corbyn. Apoyó a Owen Smith Fracaso en reemplazo de Corbyn en las elecciones de liderazgo laborista de 2016.
En septiembre (2016), fue seleccionada para ser presidenta del Partido Laborista Parlamentario de Mujeres (WPLP), venciendo a su predecesora Dawn Butler, considerada aliada de Corbyn.

### parlamento 2017

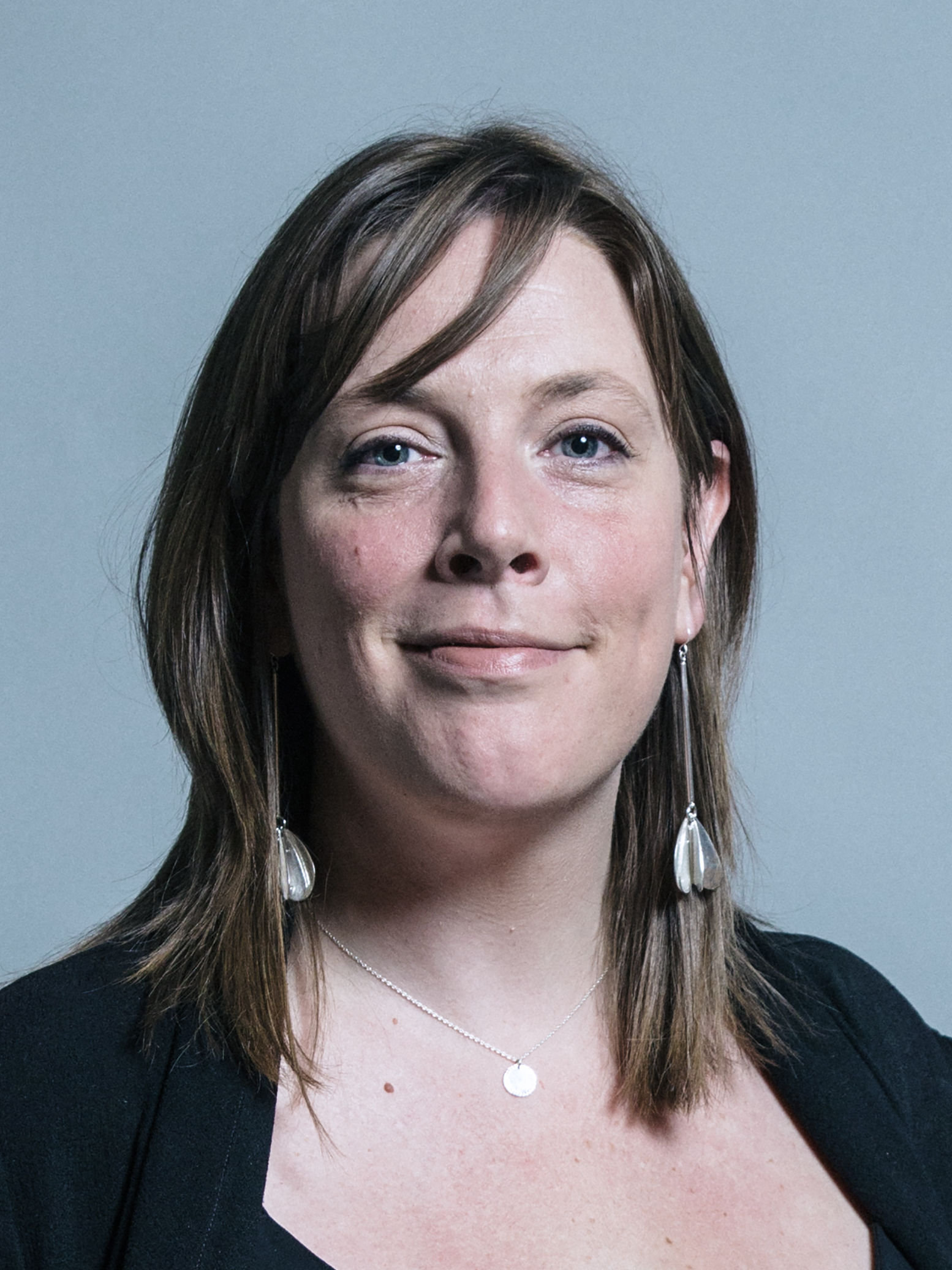
Phillips en 2017

Phillips criticó la convocatoria de elecciones anticipadas en 2017. Fue reelegida como candidata laborista por Birmingham Yardley, mientras que su predecesora como diputada por el escaño de John Hemming fue reelegida por losdemócratas liberales, en lo que se informó como una "pelea de rencor". Phillips luego obtuvo 25.398 votos (57,1%), aumentando su mayoría a 16.574 votos (37,2%), por delante del candidato conservador en segundo lugar y los demócratas liberales en tercero. Tras su victoria, continuó con sus críticas a Hemming.
Posteriormente de las elecciones generales anticipadas en 2017, Phillips mencionó que el PLP de Mujeres se armonizaría, para fomentar políticas beneficiosas a las mujeres en un entorno de un parlamento sin mayorías.
Phillips mando una revisión de las elecciones para presidentes de los comités selectos de la Cámara de los Comunes debido al número relativamente bajo de candidatas (julio, 2017).
En 2018, Phillips volvió a amenazar con renunciar al Partido Laborista, esta vez en resultado al manejo laborista de las sospechas de acoso sexual al diputado laborista Kelvin Hopkins, diciendo que si Hopkins interrogaba a la presunta víctima, "cortaría su tarjeta de membresía", como parte de la investigación.
En julio del mismo año, se informó que Phillips se desempeñó como editor adjunto de la Cámara de los Comunes, una revista parlamentaria interna publicada por Dods Group, que había sido comprada por Michael Ashcroft del partido Conservador y exvicepresidente, ganando un salario anual de £ 8.000 por dos horas al mes de trabajo.
En marzo del 2019, Phillips mencionó: "Creo que sería una buena primera ministra, siento que no puedo dejar el Partido Laborista sin tirar los dados una vez más. Le debo eso, pero no me pertenece. No es más que un logotipo si no representa algo que realmente me importa, es simplemente una maldita rosa".
Phillips también dijo que "dejaría a su hijo en los escalones de Downing Street" luego de que se anunciara que la escuela de su hijo acabaría en un viernes por los recortes presupuestarios.
En 2019, los padres musulmanes locales en Salterley, Birmingham, con vínculos con la Escuela Comunitaria de Parkfield, generaron controversia al oponerse a la enseñanza de las relaciones y las clases de inclusión en su escuela primaria, incluidas, entre otras, las enseñanzas de personas LGBTParte del proyecto "No Outsiders" de Andrew Moffat sobre la base de que las relaciones LGBT son inmorales: un activista mencionó que cree que las relaciones homosexuales son sexo inválido. mientras que otros malinterpretaron las lecciones para enseñar a los niños sobre el sexo gay. Phillips se pronunció públicamente en contra de los padres que se opusieron, afirmando sentirse "desprovista de esto" y que, en su opinión, el material no era "inapropiado". Phillips pidió una zona de exclusión para evitar protestas frente a la escuela primaria Anderton Park en Balsall Heath contra las lecciones sobre inclusión.

### parlamento 2019
En octubre de 2019, Phillips dijo que pensaba que era poco probable que los laboristas obtuvieran la mayoría en las elecciones generales. Mencionó que si los laboristas no eran elegidos como el partido más grande, Corbyn debería renunciar como líder del partido, con lo cual podría postularse para el puesto. En noviembre de 2019, se anunció que Phillips representaría a los laboristas en Birmingham Yardley en las elecciones generales de 2019. Luego volvió a ganar el escaño, recibiendo 23.379 votos (54,8% de participación en los votos). Si bien la votación bajó 2,3 puntos porcentuales desde 2017, fue relativamente pequeña en comparación con otros distritos electorales: a nivel nacional, el Partido Laborista fue 7,9 puntos porcentuales más alto en 2019 que en 2017.

#### Oferta de liderazgo
Tras la decisión de Corbyn de renunciar como líder laborista debido al fracaso del partido, se sugirió a Phillips como un posible sucesor luego de la decisión de Corbyn de renunciar como líder laborista luego de la derrota laborista en elecciones generales de 2019. La primera encuesta de miembros del Partido Laborista sugirió que Phillips podría obtener el 12% de los votos de primera opción por el liderazgo, colocándola en el tercer lugar detrás de Sir Keir Starmer (el secretario del Brexit en la sombra) y Rebecca Long-Bailey (la secretaria de Estado en la sombra para Negocios, Energía y Estrategia Industrial). Anunció su candidatura para el liderazgo el 3 de enero de 2020 en Grimsby, siendo así un escaño que los conservadores ganaron al laborismo en las elecciones. Fue la tercera candidata anunciada después de Emily Thornberry y Clive Lewis. Phillips admitió que tuvo un pobre desempeño en sus primeras pruebas de candidatos: "Fui horrible porque estaba tratando de llegar a un millón de líneas y mensajes diferentes en 40 segundos". El día 21 de enero abandonó la campaña electoral de liderazgo, durante la segunda etapa de obtención de nominaciones de sindicatos, organismos afiliados y partidos locales y posteriormente anunció su apoyo a Lisa Nandy.

#### Cita para el Shadow Frontbench
Phillips fue designado por Keir Starmerpara ayudar como Ministro en la Sombra para la Violencia Doméstica y Salvaguardia, una posición en el Ministerio del Interior en la Sombra. Es la primera vez que se ha desempeñado en la banca delantera.

#### Estándares Parlamentarios
Después de haber sido inspeccionado por el Comisionado de Normas por no registrar los intereses repetidamente dentro del tiempo requerido. Por otro lado, Phillips admitió que había infringido las reglas y el problema se aclaró mediante el proceso de rectificación.

## Vida personal
Phillips vive en Moseley y se casó con Tom Phillips; tienen dos hijos. Phillips contrató a su esposo, exingeniero de ascensores, como gerente de apoyo a la circunscripción hasta febrero de 2019.
El exfutbolista profesional Kevin Phillips es primo de su marido.  En 2021, a la edad de 20 años, se anunció que tenía el virus del papiloma humano. Durante el debate de marzo de 2022 sobre la creación de reglas de pandemia para permitir abortos permanentes en el hogar, Phillips votó a favor y dijo que ella también abortó hace años.
Phillips presentó un episodio del cuestionario satírico de noticias de la BBC Have I Got News for You el 10 de diciembre en el año 2021.

## Filmografía
| Espectáculo              | Fecha de transmisión    | Episodio             | Role      | Fuente |
| ------------------------ | ----------------------- | -------------------- | --------- | ------ |
| ¿Tengo noticias para ti? | 3 de junio de 2016      | Serie 51, Episodio 9 | panelista |        |
| ¿Tengo noticias para ti? | 25 de noviembre de 2016 | Serie 52, Episodio 7 | panelista |        |
| ¿Tengo noticias para ti? | 11 de mayo de 2018      | Serie 55, Episodio 6 | panelista |        |
| ¿Tengo noticias para ti? | 24 de mayo de 2019      | Serie 57, Episodio 8 | panelista |        |
| ¿Tengo noticias para ti? | 10 de diciembre de 2021 | Serie 62, Episodio 9 | Anfitrión | [ 84 ] |
| ¿Tengo noticias para ti? | 20 de mayo de 2022      | Serie 63, Episodio 8 | panelista |        |
| ¿Tengo noticias para ti? | 14 de octubre de 2022   | Serie 64, Episodio 4 | panelista |        |